# Oscinella blanda
Oscinella blanda är en tvåvingeart som beskrevs av Becker 1912. Oscinella blanda ingår i släktet Oscinella och familjen fritflugor. Inga underarter finns listade i Catalogue of Life.